# Le Péage-de-Roussillon
Le Péage-de-Roussillon là một xã thuộc tỉnh Isère trong vùng Rhône-Alpes đông nam nước Pháp. Xã này nằm ở khu vực có độ cao trung bình 159 mét trên mực nước biển. Theo điều tra dân số năm 1999 của INSEE có dân số là 6351 người.